# Итхык
Пак Чонсу (кор. 박정수?, 朴正洙?; род. 1 июля 1983 года, Сеул, Южная Корея), известен под псевдонимом Итхык (кор. 이특, англ. Leeteuk) — корейский певец, теле- и радиоведущий. Лидер группы «Super Junior». Своё желание выступать под псевдонимом объясняет тем, что хочет избежать путаницы между ним и актрисой Пак Чонсу.
Поступил на военную службу 30 октября 2012 года, уволился 29 июля 2014 года.

## Личная жизнь

### Смерть отца, бабушки и дедушки
6 января 2014 года скончались отец, бабушка и дедушка Итхыка. По первоначальным сообщениям причиной смерти стала автомобильная авария; согласно неназванным источникам из органов полиции, отрабатывается версия суицида. Агентство Итхыка, SM Entertaiment, в своём заявлении просили воздерживаться от принятия какой-либо версии до окончательного выяснения обстоятельств. SM Entertainment распространяет версию о том, что причиной смерти стала автомобильная авария.

## Фильмы и сериалы
- Attack on Pin-Up Boys 2007 г.
- All About Eve, 2000.
- Rainbow Romance, 2006 г.
- Super Junior Unbelievable Story, 2008 г.

## Ведущий на телевидении
- MNet M!Countdown, 10.11.2005 — 27.03.2008. совместно с Синдоном и Ынхёком.
- Leeteuk’s Love Fighter, 27.12.2007 — 20.08.2008 г.
- Unbelievable Outing Season 3, ComedyTV, 07.01.2008 — 05.04.2008, совместно с участниками SuJu-Happy и Донхэ.
- MBC Idol Show Season 1, 10.07.2008 — 09.10.2008, совместно с SuJu-Happy.
- MNet Barchelor While on a Date, 01.11.2008 — по настоящее время.
- KBS Challenge Golden Ladder, 2009 — по настоящее время.

### Ведущий на радио
- Super Junior Kiss the Radio, 21.08.2006 г. — 04.12.2011 г., совместно с Ынхёком.